# Гевирц, Яков Германович
Я́ков Ге́рманович Ге́вирц (при рождении Яков-Моисей; 27 января (8 февраля) 1879, Одесса — 19 января 1942, Ленинград) — русский и советский архитектор еврейского происхождения.

## Биография
Родился 27 января (по старому стилю) 1879 года в семье одесского мещанина Германа Яковлевича (Янкелевича) Гевирца (1852 — 13 июня 1910) и Цецилии Моисеевны Гевирц (в девичестве Бортникер, 1852 — 28 марта 1884), дочери одесского купца, заключивших брак там же 22 февраля 1878 года. Мать умерла от послеродовых осложнений (при рождении младшего брата Владимира в 1884 году).
Учился в Высшем художественном училище при Академии художеств (мастерская Леонтия Бенуа, 1899—1906). В 1908 году победил в конкурсе на проект нового комплекса зданий на Еврейском Преображенском кладбище Санкт-Петербурга, вошёл в строительный комитет общины, с которой сотрудничал до 1920-х годов и был также архитектором Преображенского еврейского кладбища.
Действительный член Археологического института. Секретарь Общества архитекторов-художников (1910-е годы).
С 1922 года преподавал в ВХУТЕИНе — ЛВХТИ — ИНПИ — ЛИЖСА (бывшей Академии художеств), с 1936 года — декан архитектурного факультета.
Умер в блокадном Ленинграде, похоронен в братской могиле профессоров Академии художеств на острове Декабристов

## Основные проекты и постройки
В Санкт-Петербурге — Петрограде:
- Фондовая контора (1911, в 1913 Гинсбург М. А. передал здание Общине для размещения Евр. богадельни и просветит. учреждений),
- Ограда Большой хоральной синагоги (1908),
- Рижский биржевой банк (1913);
- Архитектурное решение памятника Г. В. Плеханову, художественных надгробий.
- Кирилловская улица, д. № 4 — особняк В. А. Тряничева (Н. Н. Башкирова). 1905—1906.
- Малоохтинский проспект, д. № 10 — доходный дом Новгородского Десятинного монастыря. 1908.
- Кирилловская улица, д. № 22 — доходный дом. 1908.
- Кронверкский проспект, д. № 9 — здание кинематографа «Колизей». 1908. (Не сохранилось). (Не путать с существующим кинотеатром «Колизей»!).
- Проспект Александровской Фермы, д. № 66а — дом омовения и отпевания усопших и служебный дом на Преображенском еврейском кладбище. 1908—1912.
- 7-я Советская улица, д. № 9 — доходный дом. Надстройка и расширение. 1910.
- 6-я Советская улица, д. № 33 — доходный дом. 1910.
- 8-я Советская улица, д. № 23 — доходный дом. 1910.
- 3-я линия, д. № 48, двор — доходный дом. 1910. Оформление проезда во двор. 1912.
- Зверинская улица, д. № 20 — доходный дом. 1910—1911[9].
- Малый проспект Васильевского острова, д. № 48-50 — доходный дом. 1911. Совместно с Л. П. Андреевым.
- 5-я линия, д. № 50 — здание еврейской богадельни им. М. А. Гинсбурга. 1911.
- 5-я линия, д. № 62, левая часть — доходный дом. Перестройка. 1912.
- Аптекарский проспект, д. № 8/улица Профессора Попова, д. № 7 — доходный дом. 1912—1914.
- Проспект Добролюбова, д. № 19 — доходный дом акц. общества «Строитель». 1912—1915.
- Улица Льва Толстого, д. № 7 — доходный дом. 1913.
- Большая Монетная улица, д. № 18 — доходный дом акц. общества «Строитель». 1914—1915.
- Вознесенский проспект, д. № 27, правая часть — портал и парадная лестница. Перестройка. 1916.

На Преображенском кладбище Санкт-Петербурга:
- Комплекс зданий (1908-13),
- Оранжерея (1913),
- Проект отделки Дома омовения и отпевания (1915, не реализован)

В других городах:
- Харьковская хоральная синагога (1912—1913),
- Реконструкция Солдатской синагоги в Ростове-на-Дону (1913—1914),
- Синагога в Мариуполе (1914).

## Семья
- Брат — Владимир Германович Гевирц (11(24) марта 1884[10] — 28 октября 1944), гражданский инженер (1914), преподаватель ИГИ — ЛИСИ в 1919—1944 гг., доктор технических наук, профессор, зав. кафедрой технологии строительного производства. Во время войны оставался в Ленинграде. Принимал участие в маскировке жизненно-важных объектов, проектировании убежищ, а позже — в восстановлении города[11].
- Брат — Герман Германович Гевирц[12].
- Брат Леонид (28 сентября 1880 — 10 августа 1961)[13].
- Дядя (брат матери) — Давид Иванович (Моисеевич) Бортникер (6 (18) декабря 1867, Одесса — 1925), живописец, график.
- Жена — Анна Степановна Гевирц[14]
  - Дочь — Елена Яковлевна Гевирц, родилась 01.04.1916, пережила блокаду[15][16]
  - Сын — Герман Яковлевич Гевирц, родился в 1921 году, участник Великой Отечественной войны, инженер-шахтостроитель[14][16][17]